# لیوان یکبار مصرف

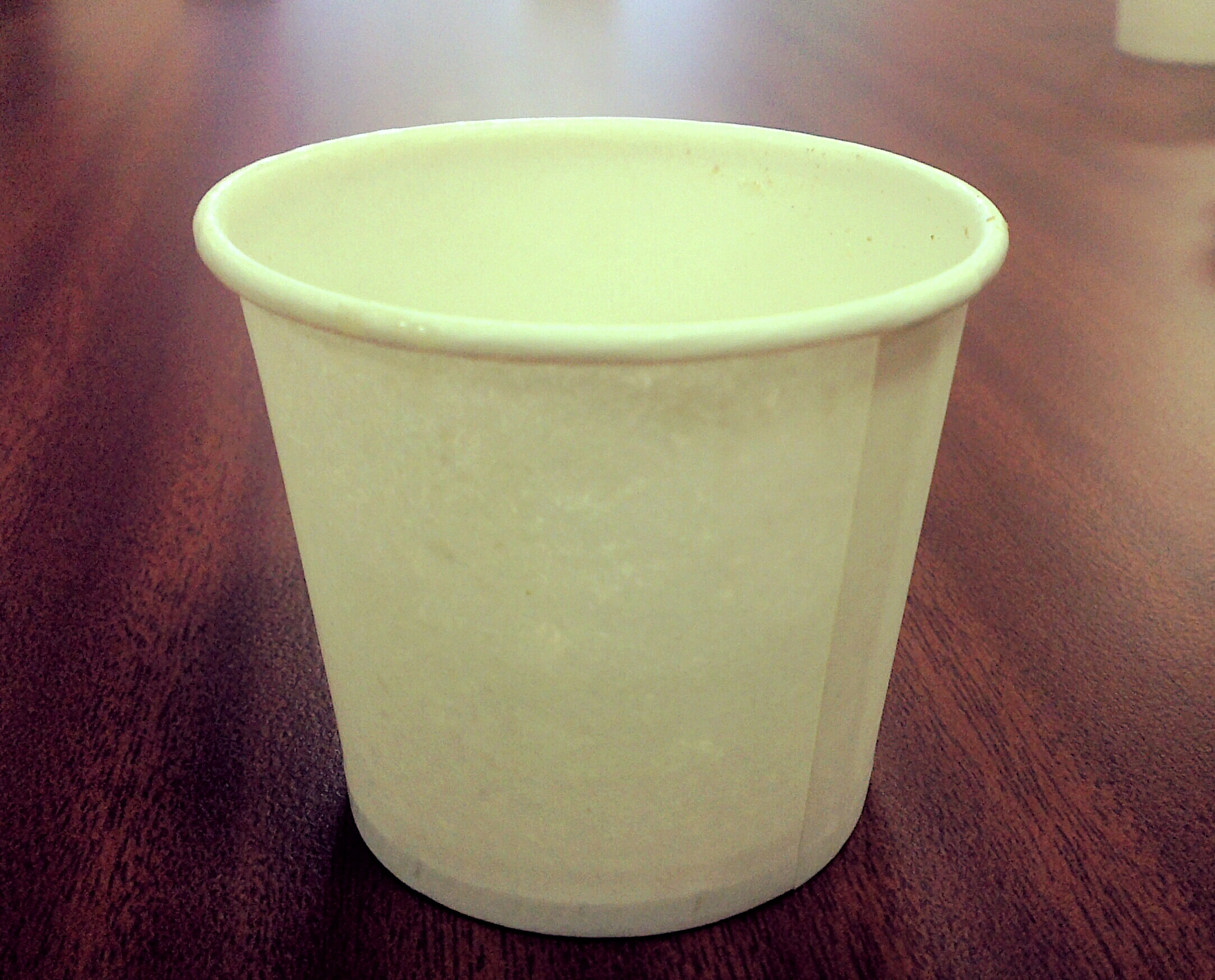
یک لیوان کاغذی یکبار مصرف

لیوان یکبار مصرف نوعی ظروف غذاخوری و بسته‌بندی مواد غذایی یکبار مصرف است. انواع لیوان یکبار مصرف شامل لیوان‌های کاغذی، لیوان‌های پلاستیکی و لیوان‌های فومی است. از پلی‌استایرن منبسط شده برای ساخت لیوان‌های فومی استفاده می‌شود، و از پلی‌پروپیلن برای ساخت لیوان‌های پلاستیکی استفاده می‌شود.
از آنجایی که لیوان‌های یکبار مصرف و سایر محصولات یکبار مصرف مشابه، برای استفاده یکبار مصرف تولید می‌شوند، منبع اصلی زباله‌های مصرفی و خانگی، مانند زباله‌های کاغذی و پلاستیکی را تشکیل می‌دهند. تخمین زده شده است که هر خانوار به‌طور متوسط سالانه حدود ۷۰ لیوان یکبار مصرف را دور می‌ریزد.

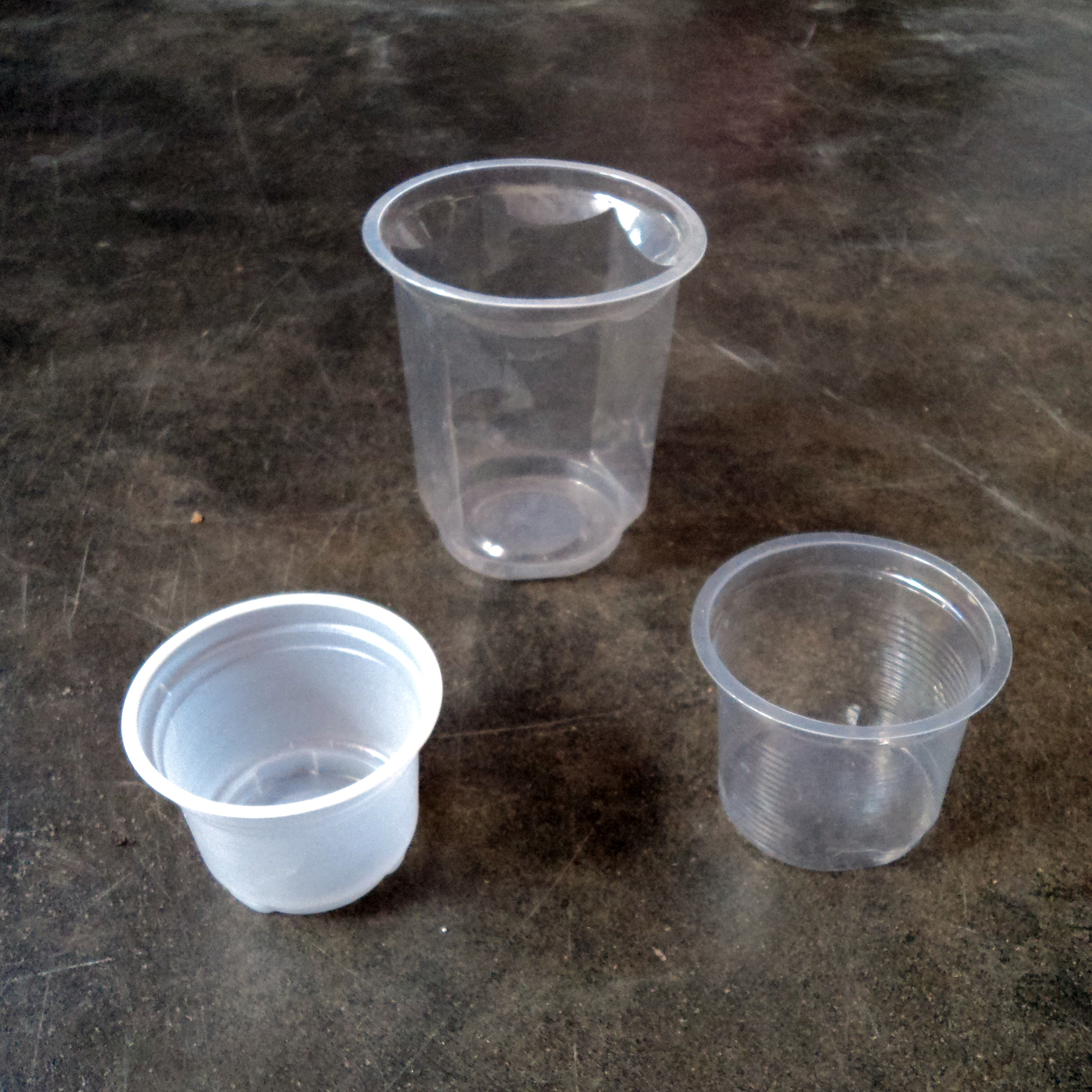
لیوان‌های پلاستیکی یکبار مصرف

سالانه ۱۰۸ میلیارد لیوان در ایالات متحده مصرف می‌شود، و بریتانیا سالانه حدود ۲٫۵ میلیارد لیوان کاغذی مصرف می‌کند.

## تاریخچه

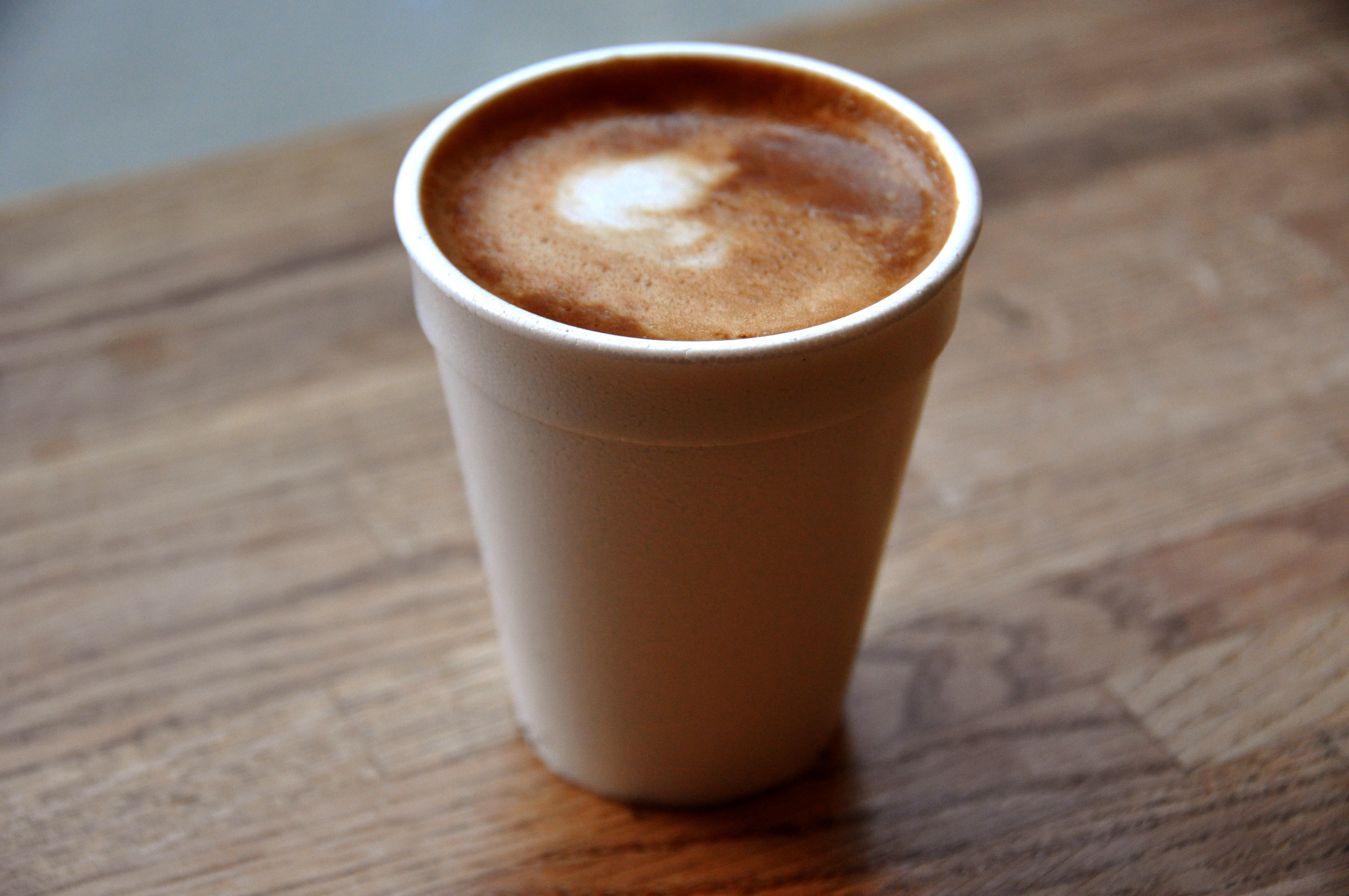
یک لیوان فومی یکبار مصرف حاوی قهوه

لیوان کاغذی مخروطی شکل یکبار مصرف در سال ۱۹۰۸ توسط لارنس لوئلن اختراع شد و در سال ۱۹۱۲ لوئلن و هیو مور شروع به بازاریابی Health Kup (یکی نوع از لیوان‌های یکبار مصرف کاغذی) کردند. Health Kup به گونه‌ای طراحی شده بود که مردم بتوانند بدون پخش میکروب‌ها، از بشکه‌های آب عمومی آب بنوشند، این اتفاق زمانی رخ می‌داد که مردم از یک لیوان مشترک یا ملاقه برای نگه داشتن آب استفاده می‌کردند. Health Kup بعداً به لیوان کاغذی تغییر نام داد. لوئلن و مور بعداً یک لیوان بستنی کاغذی یکبار مصرف تولید کردند که شامل درب‌هایی با تصاویر ورزشکاران، ستاره‌های سینما و حیوانات بود.